# Дружинин, Юрий Яковлевич
Юрий Яковлевич Дружинин (25 апреля 1925, Ленинград — 2013) — советский и российский артист балета, педагог. 

## Биография
Родился 25 апреля 1925 года в Ленинграде. 
В 1944 году Дружинин окончил ЛХУ, обучался у А. В. Лопухова. Являлся артистом Театра им. Кирова (1942–1963) и репетиром данного театра (1958–1963). Исполнил множество разных ролей, а также характерные танцы в балетах. Был репетитором (1944–1955) и преподавателем ЛХУ (1950–1952). Занимался репетиторско-балетмейстерской деятельностью. 
Скончался в 2013 году.

## Творчество
- Первый исполнитель партий: Шайтан («Шурале», 1950, балетм Л. В. Якобсон), Подгулявший казак «Тарас Бульба», 1955, балетм. Б. А. Фенстер), Этруск («Спартак», 1956, балетм. Л. В. Якобсон), Цветной юноша «Тропою грома», 1958, балетм. К. М. Сергеев)[3].
- Другие партии: Меркуцио, Нурали; Раб нумидиец («Спартак»), Итальянец и Негр («Красный мак»), Гамаш («Дон Кихот»), Человек в чёрном («Берег надежды») , Дружко и Гармонист («Каменный цветок»). Неизвестный («Маскарад»), фея Карабос («Спящая красавица»)[3].
- Характерные танцы в балетах: «Лебединое озеро», «Медный всадник», «Отелло»[3].